# Laila Peak (Dolina Rupal)
Laila Peak – główne wzniesienie południowo-zachodniego krańca doliny Rupal. Szczyt wznosi się 5971 metrów nad poziomem morza. Po jego północnej stronie znajduje się lodowiec Rupal, który oddziela masyw od ośmiotysięcznika Nanga Parbat (8126 m), natomiast od wschodu graniczy ze szczytem Rupal Peak (5642 m).